# Little Nymboida River
Little Nymboida River är ett vattendrag i Australien. Det ligger i regionen Coffs Harbour och delstaten New South Wales, i den sydöstra delen av landet, omkring 440 kilometer norr om delstatshuvudstaden Sydney.
Little Nymboida River har sina källor på de sydvästra sluttningarna i Bushmans Range. Floden sträcker sig cirka 45 kilometer, först norrut, sedan flyter åt sydväst för att till slut sträcka sig åt nordväst och rinna ut i Nymboida River.